# ヴィンソン・トランメル法
ヴィンソン・トランメル法（Vinson-Trammell Act）は、アメリカ合衆国下院議員で下院海軍小委員会議長のカール・ヴィンソンによるアメリカ海軍拡張計画（第一次ヴィンソン案）に基づき、上院議員パーク・トランメルと共同で提出され1934年に成立した第一次の海軍拡張法案の通称。
正式には「ワシントンおよびロンドン条約による制限までの海軍艦艇の建造に関する法」（ Construction of Certain Naval Vessels at the limits prescribed by the treaties signed at Washington and London）である。
この法案成立の結果、議会は、毎年7600万ドルの支出で100隻以上の軍艦建造を承認し、航空母艦ワスプ1隻、軽巡洋艦2隻、駆逐艦14隻、潜水艦6隻の建造が始められた。
この第一次の海軍拡張計画は、軍縮条約下での計画であり、単なる軍拡と言うよりは、大恐慌からの経済復興政策（いわゆるニューディール政策）の一環の公共工事事業としての側面が大きい。